# باشگاه فوتبال مشلان
باشگاه فوتبال مشلان (هلندی: KV Mechelen) یک باشگاه فوتبال در مشلان، بلژیک است.
این باشگاه در سال ۱۹۰۴ میلادی تأسیس شده و سابقه ۴ قهرمانی در لیگ برتر فوتبال بلژیک، یک قهرمانی در جام حذفی فوتبال بلژیک و جام برندگان جام اروپا ۸۸–۱۹۸۷ را در کارنامه دارد.

## افتخارات

### داخلی
- لیگ برتر فوتبال بلژیک:
  - قهرمان (۴):۱۹۴۲–۴۳، ۱۹۴۵–۴۶، ۱۹۴۷–۴۸، ۱۹۸۸–۸۹
- لیگ دسته دوم فوتبال بلژیک:
  - قهرمانی (۶): ۱۹۲۵–۲۶، ۱۹۲۷–۲۸، ۱۹۶۲–۶۳، ۱۹۸۲–۸۳، ۱۹۹۸–۹۹، ۲۰۰۱–۰۲
- لیگ دسه سوم فوتبال بلژیک:
  - قهرمان (۱): ۲۰۰۴–۰۵
- جام حذفی فوتبال بلژیک:
  - قهرمان (۱): ۱۹۸۶–۸۷

### بین‌المللی
- جام برندگان جام اروپا:
  - قهرمان (۱): ۱۹۸۷–۸۸
- سوپرجام اروپا:
  - قهرمان (۱): ۱۹۸۸
- جام خوان گمپر:
  - قهرمان (۱): ۱۹۸۹
- مسابقات آمستردام:
  - قهرمان (۱): ۱۹۸۹